# Klassieke semiotiek
Klassieke semiotiek betreft de studie naar of denken over tekens en alle processen die daarmee te maken hebben, zoals die aangetroffen wordt in bronnen uit de klassieke oudheid. Tekens kunnen van velerlei aard zijn. Voor Grieken konden ze van mensen uitgaan, maar ook natuurlijk zijn. Daarmee houden tekens verband met taal en kennisverwerving, maar ook met het klassieke wereldbeeld. Aansluitend beslaat het klassieke denken over tekens tevens de poëtica en kosmologie (of, zo men wil, natuurfilosofie). De relevantie ervan zit hem er enerzijds in dat taal en kennisverwerving van wezenlijk belang zijn voor de mens, en anderzijds dat het onderzoek leidt tot een beter begrip van bijvoorbeeld literatuur, natuur en de dingen des levens. De studie naar tekens en hun functies zou van grote invloed zijn op het middeleeuwse denken.
Voor de oude Grieken was de kosmos gevuld met tekens, en het loonde de moeite die tekens te leren herkennen en duiden, maar ook om te begrijpen hoe men er eigenlijk kennis van kon krijgen. Het is vooral binnen de filosofie, geneeskunde, magie en religie, van de klassieke periode af aan, dat de studie naar tekens op gang kwam en relevant bleek. Vooral Plato, Aristoteles het stoïcisme en epicurisme zijn belangrijk, maar ook de meer mystieke, godsdienstige stromingen van het neoplatonisme en hermetisme (zie Westerse esoterie).

## Terminologie
Veel zaken kunnen als teken dienen en op verschillende manieren betekenen, en daarom is semiotiek nogal breed. Er zijn raakvlakken met hermeneutiek, semantiek en met concepten als symbool en allegorie. De laatste twee hebben in de loop der eeuwen echter verschillende invullingen gekregen, waardoor het te beperkt en ook misleidend zou zijn om in het artikel van bijvoorbeeld ‘klassieke allegorese’ te spreken. Andere begrippen, zoals hermeneutiek en semantiek, zijn te beperkt voor een bespreking van tekens en betekenis in het klassieke denken, vandaar dat voor semiotiek gekozen is. Het is evenwel goed om te bedenken dat klassieke bronnen zelf niet spreken van ‘de semiotiek’ als studierichting.

### Sêma
Het Griekse woord voor 'teken' was in principe sêma. Vandaar de neologismen semiotiek en semantiek. Preciezer geformuleerd kon dat woord verschillende dingen of eigenlijk soorten tekens aanduiden:
1. een fysiek (merk)teken, zoals het litteken van Odysseus
2. een gemodelleerd of getekend teken, zoals een vaasschildering
3. een grafteken, zoals een grafheuvel of stele
4. een schriftteken, zoals een letter
5. een natuurlijk fenomeen, zoals de vlucht van een vogel of een bliksemflits
6. een sterrenbeeld
7. een verbale uiting die nadere interpretatie vereist, zoals een poëtische frase, profetie of spreuk
8. exclusieve taaluitingen, zoals codetaal, een geheim of een test om iemand te laten bewijzen wie hij is[3]

Vooral bij 7 en 8 gaat het om twee personen die iets specifieks communiceren. Het betreffende teken kan van goddelijke oorsprong zijn, of gemaakt met een contract, consensus of afspraak door meerdere partijen. Hier sluit de oorspronkelijke betekenis van symbolon op aan: 'pact' of 'plechtige conventie'. Men ging mettertijd echter ook andere woorden gebruiken voor 'tekens' en 'betekenen'.

## Griekse filosofie
In het archaïsche Griekenland was reeds de basis gelegd voor een semiotische benaderingswijze van de wereld door hun woordenschat. Theoretische semiotiek bestond echter nog niet onder de presocraten. Later zouden met name Plato, Aristoteles en vooral de stoïcijnen bijdragen aan dergelijke theorievorming.
Over het algemeen was voor Griekse denkers het teken (als object van studie) een natuurlijk fenomeen. Het doel was om epistemologische verbindingen in de waarneembare wereld aan te duiden, en niet om een uiterlijke wereld te verbinden met een innerlijke, onze psyche. Dat betekent dat filosofen woorden niet als specifieke tekens zagen, als 'brug' tussen de buitenwereld en het innerlijk. Woorden behoorden namelijk tot een proces van inferentie, en niet tot een proces van expressie. De blik was, zogezegd, naar buiten gericht, naar het ontdekken van verborgen dingen in de werkelijkheid. Zo kenden de Grieken voorspellen en waarzeggerij (zie ook Magie). Die takken van sport konden niet zonder de notie van tekens. Zo konden dromen van voorspellende aard zijn (zie bijv. Artemidoros van Daldis). Om deze redenen kunnen Griekse ideeën over semiotiek niet zonder meer gecategoriseerd worden als ideeën over taal.
De ontwikkeling van semiotische theorieën was voor een deel een reactie op spiritualiteit en immaterialisme zoals hoofdzakelijk geïntroduceerd door Plato (universalia, ideeënleer, intuïtief kennen). Centraal hierbij stond de epistemologie. Voor empiristen was een tekenleer een materialistisch alternatief voor Plato's denkbeelden, waarbij de tekenleer een methode van inferentie inhield. Daarmee werden bijvoorbeeld wetenschappelijke bewijsvoeringen en demonstraties (apodeixis) ook gezien als tekens. De functie van tekens werd daarmee het zichtbaar/kenbaar maken van het niet-evidente, aldus de scepticus Sextus Empiricus (tweede eeuw n.Chr.). Daarmee wordt het wetenschappelijke belang van het denken over tekens duidelijk: perceptie is altijd waar (aldus de epicuristen), en de waargenomen tekens leiden naar het niet-evidente/niet-duidelijke/ongekende. Zodoende kan nieuwe kennis verworven worden.

### Plato (427 - 347)

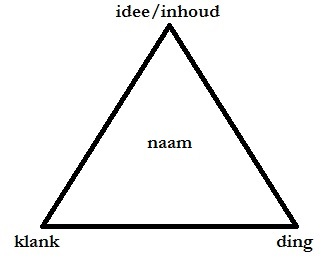
Driehoek 1. Semiotische driehoek op basis van Plato. Bovenhoek: betekenis. Linkerhoek: tekendrager. Rechterhoek: referent.

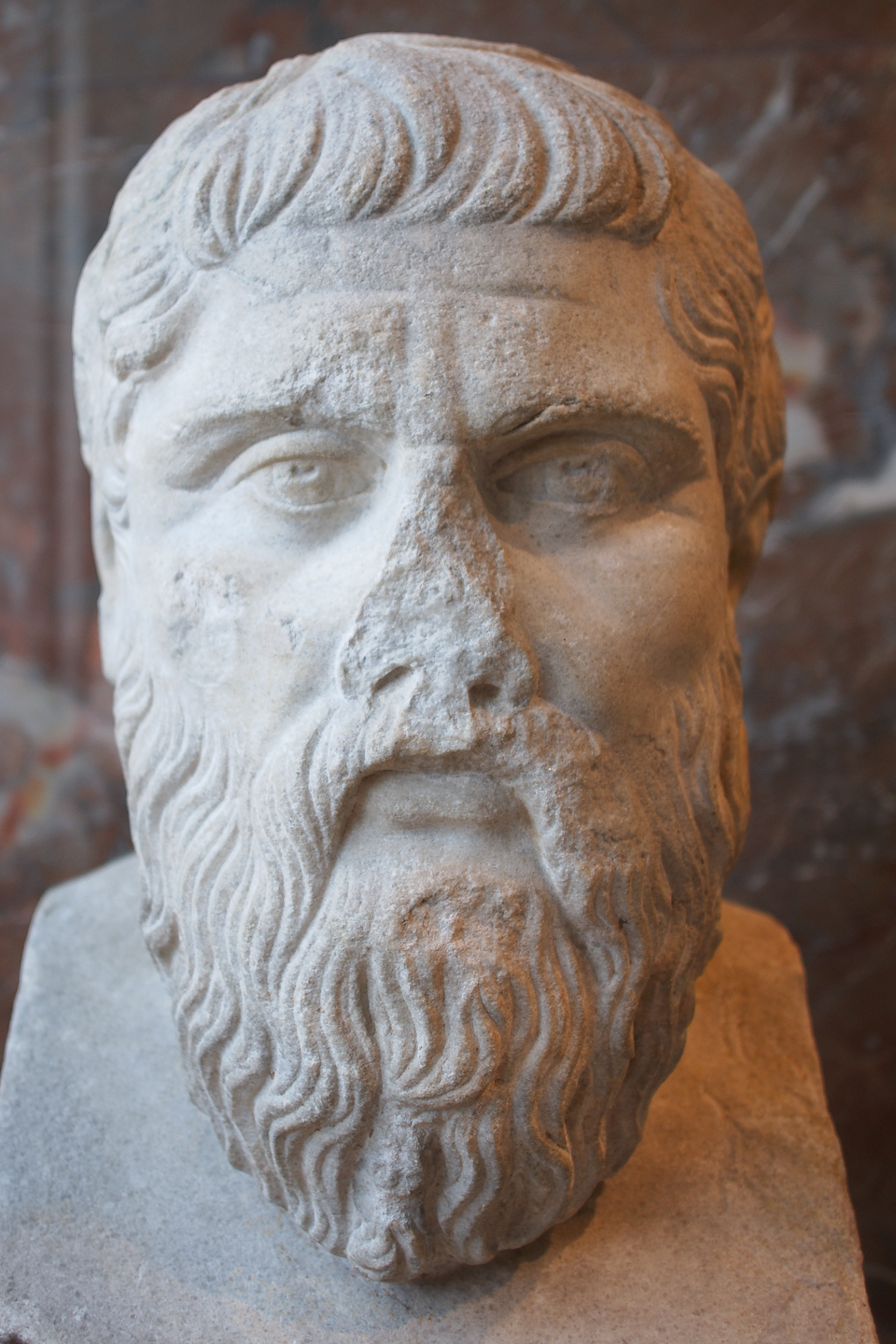
Plato.

In Plato's dialoog Cratylus wordt duidelijk dat Cratylus, volgeling van Heraklitos, vond dat namen vast stonden en gepast waren voor de dingen zoals ze waren. Beiden dachten dat de ware betekenis van woorden gevonden kon worden door etymologische studie. Volgens Plato kon de werkelijkheid echter niet goed gekend worden door middel van tekens, en verbale tekens gaven de ware aard van dingen in de natuur dan ook onvolledig weer. De studie van tekens leert dan ook niets over de werkelijkheid, maar geeft alleen inzicht in de denkbeelden van en in de mens. Bovendien is het krijgen van kennis door middel van verbale tekens indirect en ondergeschikt aan onmiddellijke kennis, via de nous, het vermogen ideeën intuïtief te begrijpen. Als het gaat om inzicht in de werkelijkheid, was Plato wel vaker kritisch: ook beeldende kunst, poëzie en allegorie verwierp hij, omdat deze slechts kopieën waren van de ideeën die we over de werkelijkheid hebben. De beelden die wij in ons hoofd hebben van de werkelijkheid waren volgens de filosoof in de eerste plaats afkomstig van de ziel zelf, en waren dus niet het gevolg van zintuiglijke indrukken.
Achter de waargenomen werkelijkheid, waarvan de kenbaarheid onderwerp van discussie was, scholen tot slot universalia, de ideeën die onafhankelijk van de concrete voorwerpen bestonden. Gezien de objectieve aard van de ideeën, valt hun betekenis nooit helemaal vast te leggen. De relaties tussen de aspecten van het teken volgens Plato (zie driehoek 1) werden verondersteld in de werkelijkheid te bestaan en objectief te zijn. Ze waren dus niet subjectief, ingebeeld of mentaal.
Twee dingen deed Plato al met al niet. Hij scheidde de geuite woorden niet van de woorden in de ziel, en hij ontwikkelde geen semiotische theorie over taal. Zo beschouwde hij denken (dianoia) en spreken (logos) als een en hetzelfde. Voor hem was het 'innerlijk' geen diepte, maar een soort boek waarin de gedachten neergeschreven werden als een persoon 'in zichzelf sprak' (dus aan het denken was). Voor Plato is dat ook waar het geheugen op neerkomt (zie zijn Phaedrus).

### Aristoteles (384 - 322)

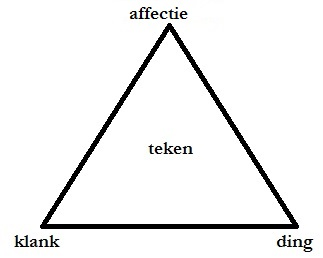
Driehoek 2. Semiotische driehoek op basis van Aristoteles.

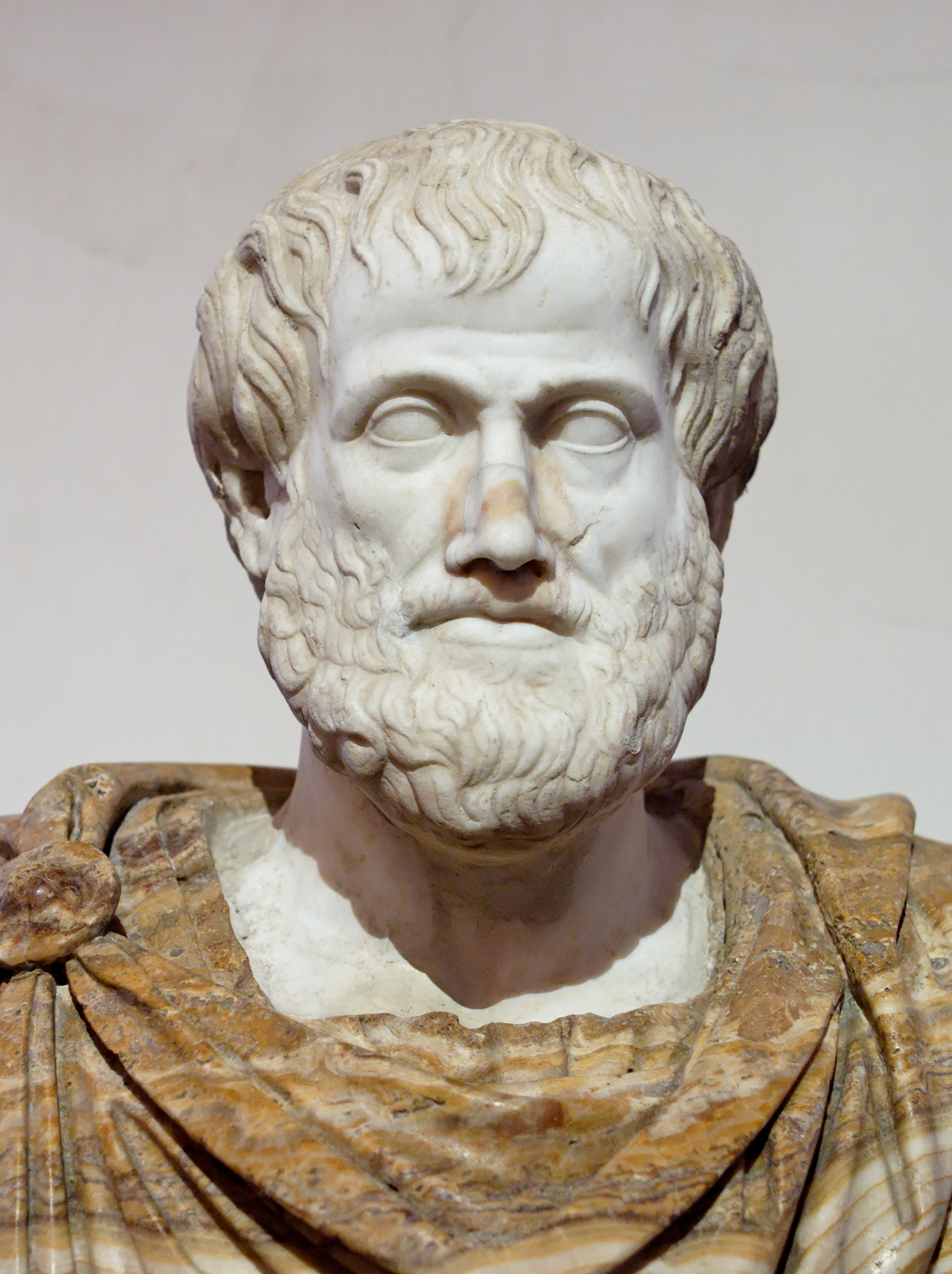
Aristoteles.

Volgens Aristoteles waren, blijkens de De interpretatione ('over interpretatie'), geschreven tekens symbolen (symbola) voor uitgesproken geluiden. Die uitgesproken geluiden zijn op hun beurt symbolen voor mentale indrukken (of affecties, pathemata), die in principe het evenbeeld zijn van de werkelijke dingen. Het object primeert dus, de rest is secundair, waarbij betekenis de mediator is van het ding (oftewel het referent). Dat Aristoteles spreekt van symbolen en niet van tekens (semeia, ev. semeion) is belangrijk en betreft een verschil dat in latere tijden veelal over het hoofd is gezien, vooral dankzij Boëthius. Terugkomend op bovenstaande opmerking dat woorden in principe niet als tekens gelden, is wel gesteld dat 'symbool' in deze context wil zeggen: 'iets wat een notatie is voor iets in een ander medium', waarbij men Plato's boekmetafoor in gedachten moet hebben. Het proces van woorden op papier zetten is daarmee feitelijk analoog aan het uitspreken van woorden. Stellen dat woorden tekens (semeia) zijn van affecten in de ziel is iets anders. Daarmee zou gesteld worden dat geproduceerde geluiden leiden tot inferenties over wat er in andere mensen en dieren omgaat, en dat zegt niets wezenlijks over hoe taal en betekenis werken. Het gebruik van symbolon voor taaluitingen herinnert overigens overigens aan de pythagoreeërs, die als onderwijsmethode symbolen gebruikten, omdat het van inzicht en vooruitgang getuigde als een leerling die wist te analyseren en te begrijpen. Zie ook betekenis 8 van sema.
Aristoteles erkende dat mentale zaken en gebeurtenissen gelijk zijn bij alle mensen, maar dat alleen de taal dat niet is. Kikkers en gras zijn beide groen, en dat groen is een universeel, abstract gegeven. Men noemt dit realisme. Dat denkbeeld leidt ertoe dat de verschillen in de structuur van tekensystemen beperkt zijn tot de uitingen, en dus niet gaan over de inhoud (de mentale aspecten zijn immers altijd gelijk). Verder veronderstelde Aristoteles dat namen slechts als namen functioneren op basis van conventie, waarmee ze symbolen worden. Daarmee zijn ze dus niet natuurlijk en vaststaand, maar arbitrair. Net als Plato dacht ook Aristoteles echter dat de aspecten van het teken (zie driehoek 2) onafhankelijk van het denkende individu bestonden. Hij was echter wel empirischer ingesteld en hechtte meer waarde aan de zintuiglijke indrukken.
Aan het einde van zijn Analytica priora en in zijn Retorica gaat Aristoteles in op de logica van het teken. Het teken houdt verband met inferentie: 'Een ding (pragma) dat bestaat als iets anders bestaat, of wat gebeurt voordat of nadat iets anders gebeurt, is een teken van wat gebeurt of bestaat'. Dit type teken is gerelateerd aan 'waarschijnlijkheid' (eikos). Belangrijker is echter een ander soort teken, tekmerion, dat een 'zeker' teken is van datgene wat het betekent. Wat dit teken zeker en 'echt' maakt, is het feit dat het niet berust op veel onderliggende voorwaarden wanneer het wordt uitgeschreven in een syllogisme. Aristoteles geeft als voorbeeld: 
1. Alle vrouwen die melk geven hebben een kind gehad (teken);
2. deze vrouw geeft melk;
3. daarom was deze vrouw zwanger.

Dit is, aldus Aristoteles, áltijd waar, en dat zou bijvoorbeeld niet het geval zijn met bleekheid van de huid (ook kinderen en mannen kunnen bleek zijn). Woorden op zich zijn dus geen tekens. Op zijn best zijn volledige proposities tekens. De door middel van proposities afgeleide informatie is wat Aristoteles kennis noemt (episteme), terwijl hij het begrijpen van fundamentele principes oftewel niet-afgeleide kennis aanduidt als intuïtie (nous). Nous is nodig voor episteme. Het teken, dat verband houdt met inferentie, hoort dus bij de episteme. Met andere woorden, voor Aristoteles zijn tekens bewijzen. Door middel van tekens kennen we het wat, en op basis van inferentie begrijpen we het waarom.
Eveneens aan het einde van de Analytica priora geeft Aristoteles een korte bespreking van de fysiognomie. Ook elders in zijn werk doet hij dit. Fysiognomie bestond al lang voor hem maar was niet op wetenschappelijke wijze gestructureerd. De vraag was dan ook op basis van welke criteria aan iemands lichaamsbouw gezien kon worden dat hij of zij bepaalde karaktereigenschappen bezat. Als men wil stellen dat iemand zo dapper is als een leeuw omdat hij daar de trekken van heeft, dan volstaat het niet enkel te oordelen dat leeuwen dapper zijn, want ook andere wezens kunnen dapper zijn. Leeuwen hebben ook krachtige, grote ledematen. De combinatie daarvan met dapperheid is als zodanig voorbehouden aan leeuwen. Aristoteles beschouwt de grote ledematen vervolgens als echte tekens van dapperheid. Daaruit volgt dat grote ledematen wijzen op dapperheid bij wezens. Zo werkt de fysiognomie.

### De stoïcijnen (ca. 300 v.Chr. - 200 n.Chr.)

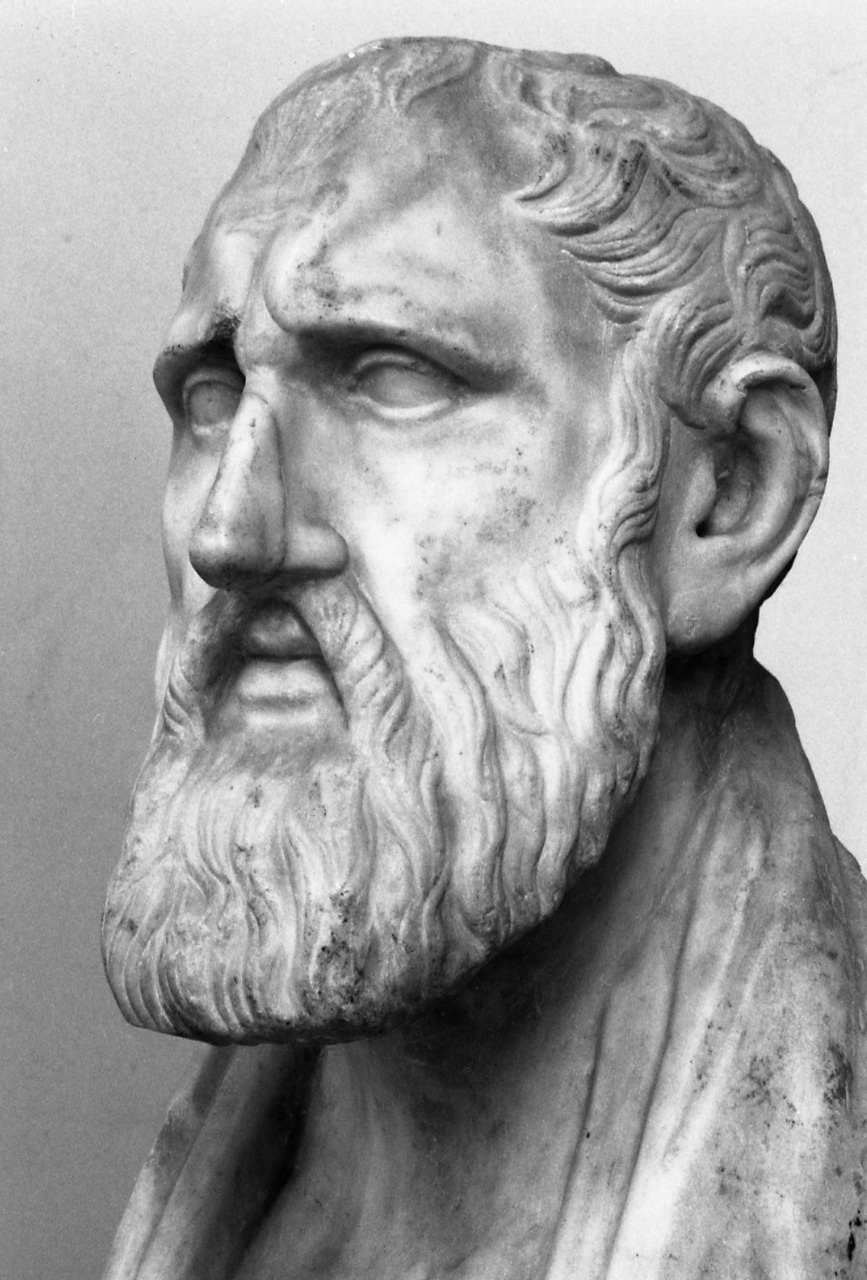
Zeno van Citium.

Bij de stoïcijnen ontstond een meer verfijnde semiotiek, maar geen enkele verhandeling erover is bewaard gebleven. Hun werk zou uiteindelijk ook veel minder invloedrijk zijn dan dat van Aristoteles. Voor hen, te beginnen met Zeno, bestond het teken uit drie elementen, namelijk de materiële/fysieke betekenaar (semainon), het betekende of de betekenis (semainomenon) en het externe object (tygchanon). De relatie tussen semainon en semainomenon is, anders gezegd, bijvoorbeeld dat tussen taal en wat die uitdrukt. Men gebruikte in dit verband ook wel het begrip lekton, 'het gezegde' (zie driehoek 3), en dat was niet-fysiek (asomatos), in tegenstelling tot gesproken woorden (geluidstrillingen; phonai). Op basis van het Griekse woord sema gebruikten zij nog twee begrippen, semeion en semeioton. De relatie daartussen is wat eerst bekend is en wat daardoor bekend is. Zodoende worden taaltekens (semaina) feitelijk van betekenis (semeia) onderscheiden. Met andere woorden, semiotiek is in het stoïcijnse denken gescheiden van semantiek, en woorden op zichzelf zijn geen tekens. Het is eerder zo dat tekens draaien om de semantische inhoud van woorden: net als bij Aristoteles gaat het om proposities, maar dan van het type 'als-dan'. Deze werden axiomata genoemd.

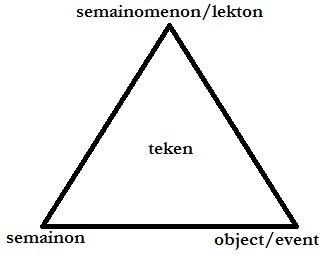
Driehoek 3. Semiotische driehoek op basis van de stoïcijnen.

Het feit dat lekton immaterieel/onstoffelijk is en stoïcijnen filosofische materialisten zijn, is opmerkelijk. Dit betekent niet dat betekenis zoals bij Plato behoort tot een eeuwige, onveranderlijke, ideële wereld. Ook duidt lekton niet op gedachten, die in de ziel geschreven werden, en als de ziel materieel was (wat algemeen aanvaard werd), dan waren gedachten dat ook. Wat het wel betekent, is dat lekton in zekere zin niet echt bestaat. Althans, op de manier dat draken niet fysiek bestaan. Die bestaan in zoverre dat we het woord draak kunnen gebruiken en ons er wel iets bij kunnen voorstellen. Daarmee lossen de stoïcijnen het 'probleem' op van de taal, waarmee ondanks alles wel degelijk over dingen gesproken kan worden die niet bestaan of niet geverifieerd zijn (en waarvan de ontologische status dus onzeker is).
Vervolgens onderscheidde men twee soorten tekens, namelijk tekens die verwezen naar iets wat reeds in context gekend is (herkennende tekens), en tekens die indicatief zijn (endeiktika) en naar iets niet-evidents verwijzen (aanduidende tekens). Geluid werd verdeeld in geluid in het algemeen en gearticuleerd geluid. Laatste moest omgezet kunnen worden in geschreven symbolen (engrammatos). Gearticuleerde geluiden konden echter zowel betekenisvol als betekenisloos zijn (bijv. termen in C. Buddinghs 'Blauwbilgorgel'). De stoïcijnen gingen er overigens, net als Aristoteles, van uit dat taaltekens per persoon konden verschillen, maar de achterliggende ideeën niet.
De stoïcijnen stonden voorts ook tegenover Plato en Aristoteles, omdat ze ervan uitgingen dat er geen abstracte universalia zijn, en hingen een vorm van nominalisme aan. Semiosis (de actie van het teken, semiose) berustte op 'culturele herkenning'. Zij ontkenden dus bijvoorbeeld de indexicale relatie tussen rook en vuur (waar rook is, moet vuur zijn). Dat zoiets inderdaad een teken wordt, is het resultaat van een proces van hypothetisch redeneren (volgens een syllogistisch model). Als gevolg ervan wordt semiosis iets intellectueels, en is het niet van toepassing op bijvoorbeeld dieren.

### De epicuristen (ca. 300 v.Chr. - 1)

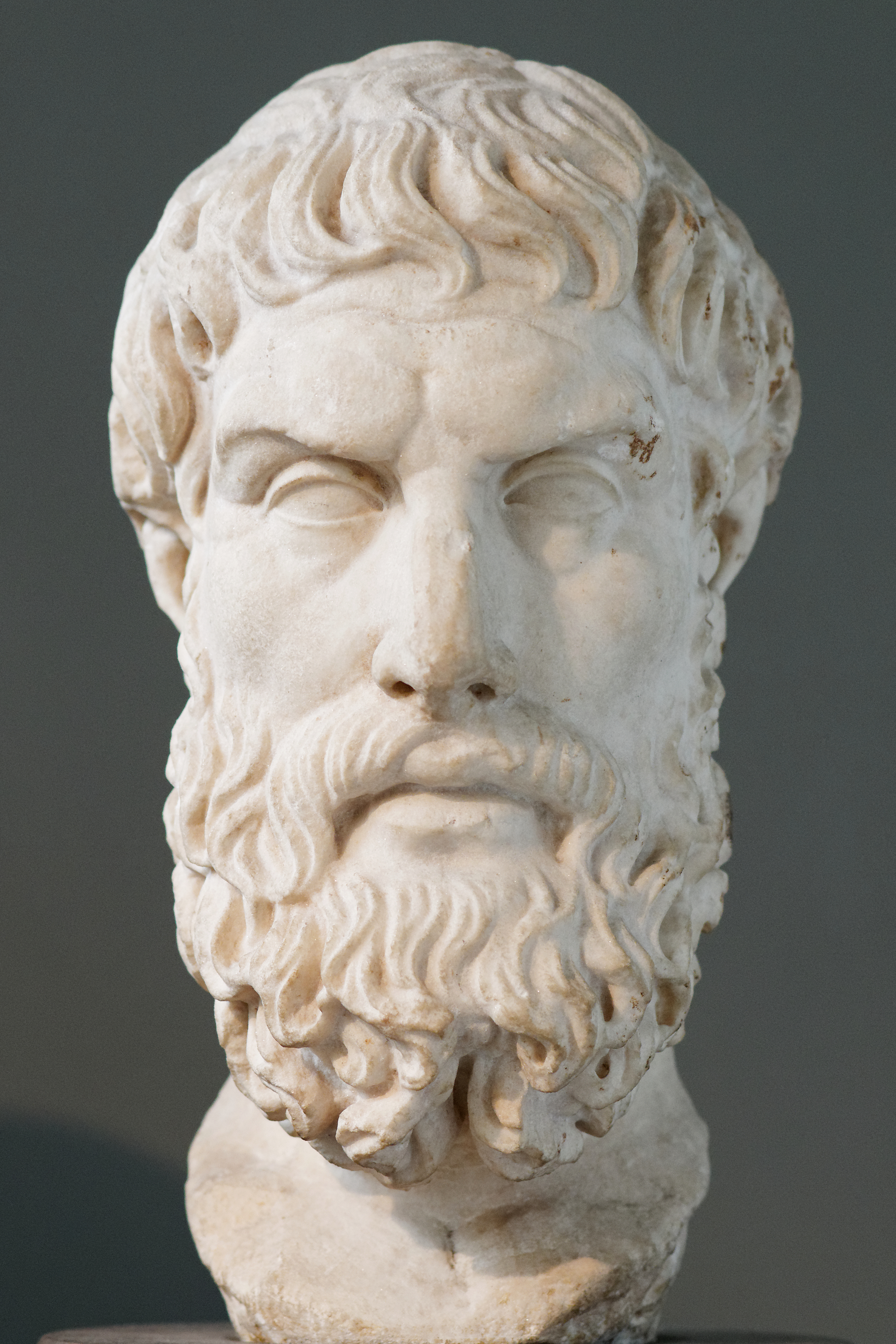
Epicurus, grondlegger van het epicurisme.

Onder invloed van Democritus, met zijn atoomtheorie, stonden de epicuristen een materialistische kennisleer voor. De beelden die de mens heeft van de werkelijkheid zouden ontstaan door atomen die afkomstig zijn van het oppervlak van het object (eidolon of simulacrum). In tegenstelling tot de stoïcijnen verwierpen zij echter het complete aspect van de semainomenon. In plaats daarvan was het referent van het teken een zintuiglijke waarneming of een gevoel. Alleen de woorden en de dingen bleven zodoende over. Voor hen was semiosis overigens ook niet iets wat gereserveerd was voor getrainde denkers met hun hypothesen en syllogismen. Integendeel, iedereen kon volgens hen uitstekend tekens interpreteren. Een hond volgt het spoor van een prooidier, maar denkt niet 'Hier is een geur, dus het dier was hier'. Het teken is dus geen verstandelijk oordeel, maar kan begrepen worden door directe observatie zonder bemiddeling van taal. In die zin staat het epicurisme voor filosofisch realisme. Het gaat om een natuurlijk proces. Dat geldt ook voor gebaren en taal. De aandacht voor semiosis buiten de mens en bij de dieren zelf behoort dus tot de verdiensten van de epicuristen. Dat taal ook voortkomt uit natuurlijke noodzaak (en bijvoorbeeld niet door goden is ingesteld), is een idee dat later ook voorkomt in Lucretius' succesvolle De natura rerum ('over de natuur der dingen'), boek V, vss. 1028-1090.
Zij gebruikten ook voor het eerst de term sem(e)iosis. Het zij echter opgemerkt dat het woord semeiosis bij onder andere Philodemus (eerste eeuw v.Chr.) duidt op een proces van empirische inferentie, en niet op tekens of het 'betekenen' van woorden. Daarmee is er nog altijd geen sprake van expressieve semiosis. Als voorbeeld is er de epicurische methode van inductieve inferentie, die zij 'semiosis van gelijkheid' noemden. We mogen aannemen dat alle mensen sterfelijk zijn, omdat alle mensen die wij kénnen sterfelijk zijn. Zo mogen we ook aannemen dat op microscopisch niveau lichamen (atomen) in leegte bewegen, omdat we ook op macroscopisch niveau lichamen in leegte (lucht) zien bewegen. Met andere woorden, directe observatie of demonstratie leidt tot kennis van fundamentele waarheden, die op hun beurt de basis zijn voor tekeninferentie waarmee kennis van het niet-evidente verkregen wordt. Daarmee is er ook een hang naar het empirisme. De genoemde redeneertrant vereist echter een generalisering van tekens, die 'gewone tekens' genoemd werden. Volgens de stoïcijnen en sceptici was dit niet correct, omdat dergelijke semiosis te algemeen is. Daar voor in de plaats dienden 'echte tekens' gebruikt te worden, die direct verbonden waren aan de niet-evidente dingen die zij betekenen.

### Sextus Empiricus (ca. 150 - 220)

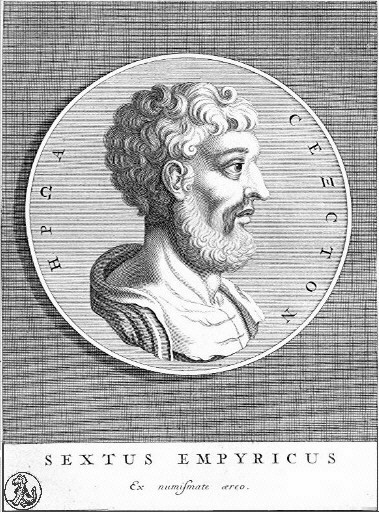
Sextus Empiricus.

Sextus Empiricus was een scepticus, wat zoveel inhield dat zekere kennis wat hem betreft niet te verwerven viel. Hij bekritiseerde de stoïcijnse tekenleer in de Pyrroneioi hypotyposeis (Hoofdlijnen van het pyrronisme). Weliswaar accepteerde hij hun herinnerende tekens, maar hij verwierp hun aanduidende tekens (boek II, x, 102). Hij stelt dat de stoïcijnen ervan uitgaan dat een teken 'een bewering is die in een correcte, conditionele propositie (als-dan) het eerste stuk [antecedens] is en dan het tweede stuk onthult [consequens]' (104). Een bewering bestaat uit een of meer uitingen. Om te beginnen is het Sextus niet duidelijk of een uiting wel bestaat, waarbij 'uiting' hier lekton betreft. Daar komt een logisch probleem bij kijken, omdat de bewijsvoering voor het bestaan van een uiting op haar beurt bestaat uit uitingen. Men probeert dan iets te bewijzen met datgene wat bewezen moet worden (107).
Daarnaast is de consequens van de conditionele propositie (dus het teken) het deel dat zogenaamd onthult, maar als zij dat kan, dan is het eigenlijk ofwel duidelijk ofwel niet-evident. Als zij duidelijk is, dan zal ze niets nodig hebben om te onthullen en wordt het dus tegelijk gekend met het antecedens. Daarmee vervalt het teken. Is de consequens echter niet-evident, dan is er ook een probleem. Juist omdat de niet-evidente dingen niet-evident zijn, is het niet duidelijk of zij waar dan wel onwaar zijn. Het is vervolgens ook 'niet-evident' of de consequens eigenlijk wel na de antecedens komt. Volgens de stoïcijnen kan de propositie niet beginnen met een waar element en eindigen met een onwaar element. Sextus geeft de volgende voorbeelden (105):
- Als het dag is [waar], dan is het licht [onwaar] = correct.
- Als de aarde vliegt [onwaar], dan is de aarde gevleugeld [onwaar] = correct.
- Als de aarde vliegt [onwaar], dan bestaat de aarde [waar] = correct.
- Als de aarde bestaat [waar], dan is de aarde gevleugeld [onwaar] = incorrect (dit voorbeeld wordt niet door Sextus gegeven).

Op deze wijze gaat Sextus een poosje door, maar uiteindelijk komt het erop neer dat voor hem de stoïcijnse logica van het teken geen stand houdt. Het blijft een twistpunt of een teken (zoals zij het verstonden) wel bestaat. Als het teken dan onduidelijk is, dan is het evenzeer onduidelijk wat het teken betekent, en dus kan het teken niet bestaan (123).
Het is wel verondersteld dat het onderscheid tussen herinnerende en aanduidende tekens niet zozeer ontstaan is in professionele, filosofische kringen, als wel in de medische school van de empiristen en in die van hun tegenstanders, de medische rationalisten (zie § Geneeskunde). Ook nemen sommige deskundigen aan dat Sextus niet (hoofdzakelijk) de stoïcijnen bedoeld kan hebben als hij het over aanduidende tekens heeft, omdat die veel beter bij de epicuristen paste. Zij hadden namelijk een dergelijk theoretisch kader nodig voor het niet-evidente, in verband met de atoomtheorie. Dat, terwijl de stoïcijnen behoorlijk empiristisch konden zijn (denk aan de 'culturele herkenning', hierboven). Mogelijk is er dan ook sprake van enige tekstcorruptie in Sextus' stuk over tekens.

## Allegorie
Ook buiten de bewuste, semiotische theorievorming van filosofen kan semiosis besproken worden, bijvoorbeeld door hoe men met teksten, natuurfenomenen en de kosmos omging.

### Allegorie als allegorese
Lange tijd had allegorie niet de functionele, literaire betekenis die het nu heeft. In eerste instantie ging het niet om een troop, een volgehouden metafoor. Ook ging het niet om een bewuste procedure waarbij personificaties in een een-op-eenrelatie staan met abstracte ideeën. Dergelijke ontwikkelingen vinden pas in de laathellenistische periode plaats, onder meer bij Romeinse retorici. Het Griekse woord allêgoria is eveneens van latere datum. In plaats daarvan kwamen termen voor als hyponoia ('onderbetekenis'), symbolon ('symbool') en ainigma ('enigma'). De klemtoon lag voornamelijk op verborgen betekenissen en allegorese, dat wil zeggen allegorisch interpreteren. De zoektocht naar verborgen betekenissen is oud en geschiedde ook op verschillende manieren: etymologie, metaforen, polyonymie (meerdere woorden die naar hetzelfde verwijzen) en analogie. Strikt genomen viel allegorese evenwel buiten de literaire kritiek, en leek het meer op een soort speculatieve filosofie en kon bijvoorbeeld grenzen aan theologie.
De zoektocht naar het verborgene kon ver gaan. Zo stelde de presocratische filosoof Metrodoros van Lampsakos in de vijfde eeuw v.Chr. dat de goden gezien moesten worden als delen van het lichaam. Voor de interpretatie was het menselijk lichaam het model, en het doel was om die te verbinden met de macrokosmos. Een ander vroeg voorbeeld van fervente allegorese is P. Derveni (vijfde eeuw v.Chr.), die een orphisch gedicht creatief interpreteerde. Volgens hem corresponderen namen niet een op een met dingen, maar kunnen dingen op meerdere manieren aangeduid worden. Aangezien de dingen in de natuur teruggaan op een eenheid, het Intellect of de Rede, moeten ook de woorden teruggaan op een eenheid. Een argument hiervoor werd gevonden in de etymologie van woorden. Volgens moderne inzichten hoeven aangedragen etymologieën helemaal niet correct te zijn, maar ze boden denkers wel een basis om woordvormen met elkaar te associëren, en dientengevolge ook de dingen of concepten waar zij naar verwezen. Als Derveni Zeus in het gedicht interpreteert als lucht, dan is Zeus daarmee ook daadwerkelijk verbonden met lucht (of bestaat hij misschien niet als entiteit, maar betreft het een andere aanduiding voor het element).
Tot aan het begin van de hellenistische periode bleef allegorie marginaal vanuit filosofisch oogpunt. Plato en Aristoteles veroordeelden allegorie zelfs expliciet. Hun volgelingen benaderden teksten niet-allegorisch en stelden daarbij lexicografische vragen. De woorden werden dus genomen voor wat ze waren.

### Stoa
Allegorese werd pas goed op de kaart gezet in de filosofie door de stoïcijnen, een invloedrijke school in de eerste eeuwen van het Romeinse rijk. In de stoïcijnse filosofie was een zekere universele logos de basis voor al het zijnde en al het kenbare (zie § Kosmologie). Deze logos ontwikkelde zich stapsgewijs richting perfectie, terwijl de kosmos in zijn geheel beschouwd werd als een ideale polis. De logos was dus overal, in een geordend geheel. Niets kon ooit geheel gespeend zijn van de logos. Allegorische interpretatie kon die beetjes logos vervolgens kenbaar maken. Dat kon niet alleen met literaire teksten, maar ook met mythen, praktijken en standbeelden, bijgestaan door (opnieuw) de etymologie. Dergelijke zaken konden dus worden opgevat als tekens die naar iets hogers en abstracts verwezen. Dit was evenwel niet de zienswijze van de Alexandrijnse filologen, die dergelijke allegorese verwierpen.

## Geneeskunde

### Signatuurleer
In de middeleeuwen en vroegmoderne tijd kende men bij het bepalen en definiëren van geneeskrachtige planten het signatuurprincipe: als de plant op iets lijkt, dan helpt het daarvoor/daartegen. Ook in de klassieke oudheid kende men zoiets. Zo beschrijft Theophrastos, leerling van Aristoteles, in zijn onderzoek naar planten de zogeheten 'schorpioenplant' (doronicum?), waarvan de wortel doet denken aan een schorpioen. Op basis van de gelijkenis in vorm stelt de auteur dat de wortel dan ook helpt tegen de steken van dat dier. De vraag is echter waardoor dit verband kan worden aangenomen en hoe de gelijkenis ontstaat: een van hogerhand ingestelde orde in de natuur, zoals de logos van het stoïcisme? Dit is namelijk het geval bij de tekens die gebruikt worden bij waarzeggerij (divinatio), blijkens Cicero's De divinatione.

### Medisch empirisme en medisch rationalisme
De medische school van de empiristen ontstond halverwege de derde eeuw v.Chr. Men ging ervan uit dat ervaring voldoende was voor het vormen van een discipline, zonder gebruik te maken van de vorm van rationalisme die Plato en Aristoteles voorstonden. Dat hield namelijk in dat (hogere) kennis verkregen kon worden over niet-zichtbare waarheden, een rationaliteit die men analogismos noemde. Tegenover de visie van de empiristen stond de visie van de rationalisten, die eigenlijk geen school vormden, maar slechts van mening waren dat een echte kunstvorm of discipline voorbij ervaring moest gaan om de verborgen aard en oorzaak van dingen te begrijpen. Het heeft er alle schijn van dat het herinnerende teken dat Sextus Empiricus (zie hierboven) beschrijft de voorkeur genoot bij de empiristen, terwijl de rationalisten het aanduidende teken prefereerden. De herinnerende tekens verwezen dan naar evidente dingen/gebeurtenissen en toestanden waarmee ze in het verleden verbonden waren. Aanduidende tekens, daarentegen, laten de verborgen, onderliggende aandoeningen zien van de waarneembare symptomen, die vervolgens feitelijk de aangewezen therapie indiceerden. Het empirisme blijft wezenlijk een vorm van generalisering en kijkt naar het wat, niet naar het waarom.
De arts Galenos (eerste eeuw) bezag het diagnosticeren van aandoeningen als een vorm van semiotiek. Ziekteverschijnselen verwezen dan naar een dieper probleem in het lichaam.

## Waarzeggerij

### Stoïcisme
Dankzij Cicero's verhandeling over waarzeggerij, De divinatione, is aardig wat bekend over de stoïcijnse semiotische benadering daarover. De tekens die bij waarzeggerij gebruikt worden, zijn door de goden ingesteld ten behoeve van de mens. De waarzeggerij heeft twee kanten, namelijk een kunstmatige en een natuurlijke. De kunstmatige betreft tekens die met behulp van expertise geïnterpreteerd moeten worden. De natuurlijke betreft tekens zijnde geïnspireerde uitingen, dromen en dergelijke. Bij de kunstmatige waarzeggerij kan het wel eens gaan om de duiding van voortekens, maar veel vaker gaat het om langdurige observatie en dus empirie.

### Epicurisme
Bij de epicuristen was het anders. Wat hen betreft hadden de goden de kosmos niet geschapen of niet gestructureerd, en controleerden ze die ook niet. Bovendien zouden de goden zich niet interesseren voor de mens. De epicuristen hadden een naturalistische benadering ten opzichte van de natuur, waarmee ze de mens van bijgeloof konden bevrijden.

### Astrologie
Astrologie, een vorm van waarzeggerij en voorspellen, werd in de oudheid veel gepraktiseerd. De neoplatonist Plotinus (derde eeuw) was er erg in geïnteresseerd. Voor hem was het echter de vraag hoe het kon dat astrologen het zo vaak bij het juiste eind hadden. Hij onderscheidde in de Enneaden twee vormen van astrologie, die wel 'hard' en 'zacht' genoemd zijn. Harde astrologie wil zegen dat de sterren zelf dingen veroorzaken of maken (poiein) op aarde (de ondermaanse wereld). Zachte astrologie wil echter zeggen dat sterren ondermaanse dingen alleen maar betekenen (semainein). De vraag is vervolgens, in beide gevallen, hoe dit kan. Het antwoord ligt in het verlengde van wat de stoïcijnen ook al beweerd hadden, namelijk dat de kosmos een levend geheel is. Alles wordt bijeen gehouden door middel van wat Plotinus sympatheia noemt. Daarom kunnen gerust conclusies afgeleid worden uit de stand van de sterren.

### Dromen
Artemidoros (tweede eeuw) onderscheidde in zijn Droomboek (Oneirokritika) naast gewone dromen de zogeheten oneiroi, die betekenisvol waren. Daarvan waren er twee types, namelijk aanschouwelijke en symbolische. Bij de eerste groep gebeurt zo ongeveer wat men droomt. Bij de laatste groep gaat het om raadselen ‘volgens natuurlijke wetten’. Daarbij drukt de ziel zich uit in beelden overeenkomstig de natuur van de dingen zelf. Dergelijke dromen vergen echter wel interpretatie. 

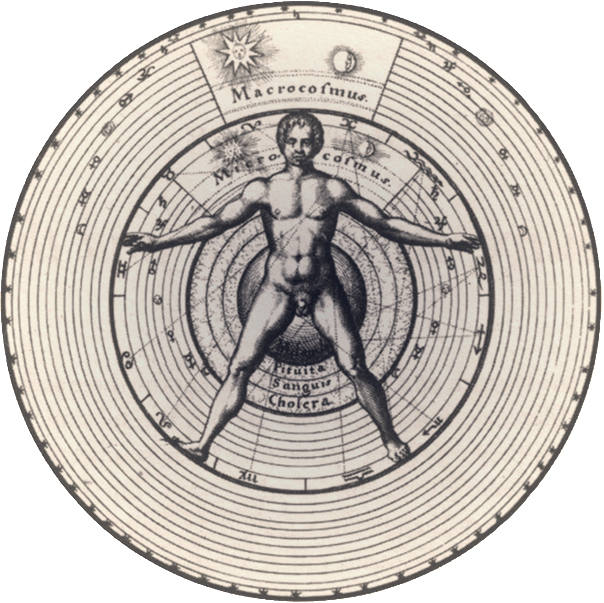
Robert Fludds zestiende-eeuwse houtsnede van de 'Vitruvische man'. Hoewel zelf niet klassiek, is de afbeelding wel gebaseerd op klassieke ideeën over de micro- en macrokosmos.

## Kosmologie
Reeds bij de presocraten leefde het idee dat de kosmos één groot geordend geheel vormde. Het woord kosmos zegt het zelf al: het betekent zowel 'orde' als 'wereld' of 'universum'. Als oorzaak voor die orde en interne verbinding gaf men Noodzakelijkheid (Anaximander), Logos (Heraklitos; Parmenides), Enig Alles (Xenophanes), Intellect of Rede/Nous (Anaxagoras) en dergelijke. Ook Pythagoras (zesde eeuw) zag de kosmos duidelijk als een harmonieus geheel. Een dergelijke natuuropvatting zette de deur open voor het begrip (universele) sympathie: de dingen in de kosmos zijn onderling verbonden, trekken naar elkaar en 'verwijzen' in zekere zin dus naar elkaar. De dingen worden in hun duiding, waarde en functie niet op zichzelf bekeken, maar in een systeem waarin de gehele betekenis deels buiten het object, maar niet in het subject ligt.
Kernideeën in de stoïcijnse filosofie waren onder meer een harmonieuze wereldorde, universele sympathie, pantheïsme en de migratie van zielen naar de sterren. In de Romeinse periode zou dat samensmelten met astrologische praktijken, waarbij de sterren nu beschouwd konden worden als van invloed op natuurlijke elementen, zoals de getijden (bepleit door de stoïcijn Poseidonius). In astrologische literatuur over geneeskunde en botanie van die tijd was het onder andere de taak van de observator om de relaties van sympathie en antipathie te ontdekken die alles in de kosmos verenigen. Zoiets komt onder andere bij Theophrastus voor, zoals hierboven vermeld. Tevens was dit de crux in de magie (z.a.). Zie daar het principe van zo boven (macrokosmos), zo beneden (microkosmos).

## Hermetisme
De semioticus Umberto Eco spreekt van een aantrekking tot het apeiron ('oneindige') bij de Grieken, naast de rationalistische traditie van Plato en Aristoteles. In de hellenistische en Romeinse periode zou die neiging sterker worden, en droegen pythagorisme, stoa en tradities in het hellenistische Egypte bij aan een wereldbeeld van verbanden. Vooral in de tweede eeuw n.Chr. is het alternatief voor het rationalisme (maar ook epicurisme en scepticisme) het mystieke hermetisme. De vermeende oervader daarvan was Hermes Trismegistus. Daarbij zoekt men naar hogere waarheden, die echter niet als zodanig geopenbaard worden, met als doel het Ene te leren kennen, de basis van de kosmos, de opperste 'god', de hoogste waarheid. Die kent men eigenlijk niet, en dat kan ook niet. Het ene is verborgen aanwezig in heel de kosmos, en daarlangs kan men proberen het te leren kennen. Hermetische teksten verschaffen daarbij een belangrijk hulpmiddel (zie hermetica), waarin de woorden toespelingen op iets anders kunnen zijn, een allegorie. Ambivalentie werd hier geprefereerd. Het Ene laat zich namelijk niet concreet en eenduidig omschrijven, omdat het ongrijpbare Ene alleen een kan zijn als het ook zijn eigen tegendeel is (coincidentia oppositorum). De teksten beloofden oeroude wijsheid en uiteindelijk inzicht in de relaties van sympathie en antipathie, maar leidden aldus tot een eindeloos interpretatieproces en grenzeloze semiosis.
Samengevat zijn er enkele kenmerken van de hermetische semiosis:
- deze stoelt op het principe van sympathie-antipathie
- hij brengt dat principe ook over op de taal
- hij laat betekenis daardoor verglijden
- hij houdt het uiteindelijke geheim steeds achter[71]